# HMS Ark Royal (R07)
El HMS Ark Royal (R07) fue un portaaviones ligero STOVL de la clase Invincible perteneciente a la Marina Real británica.

## Historial

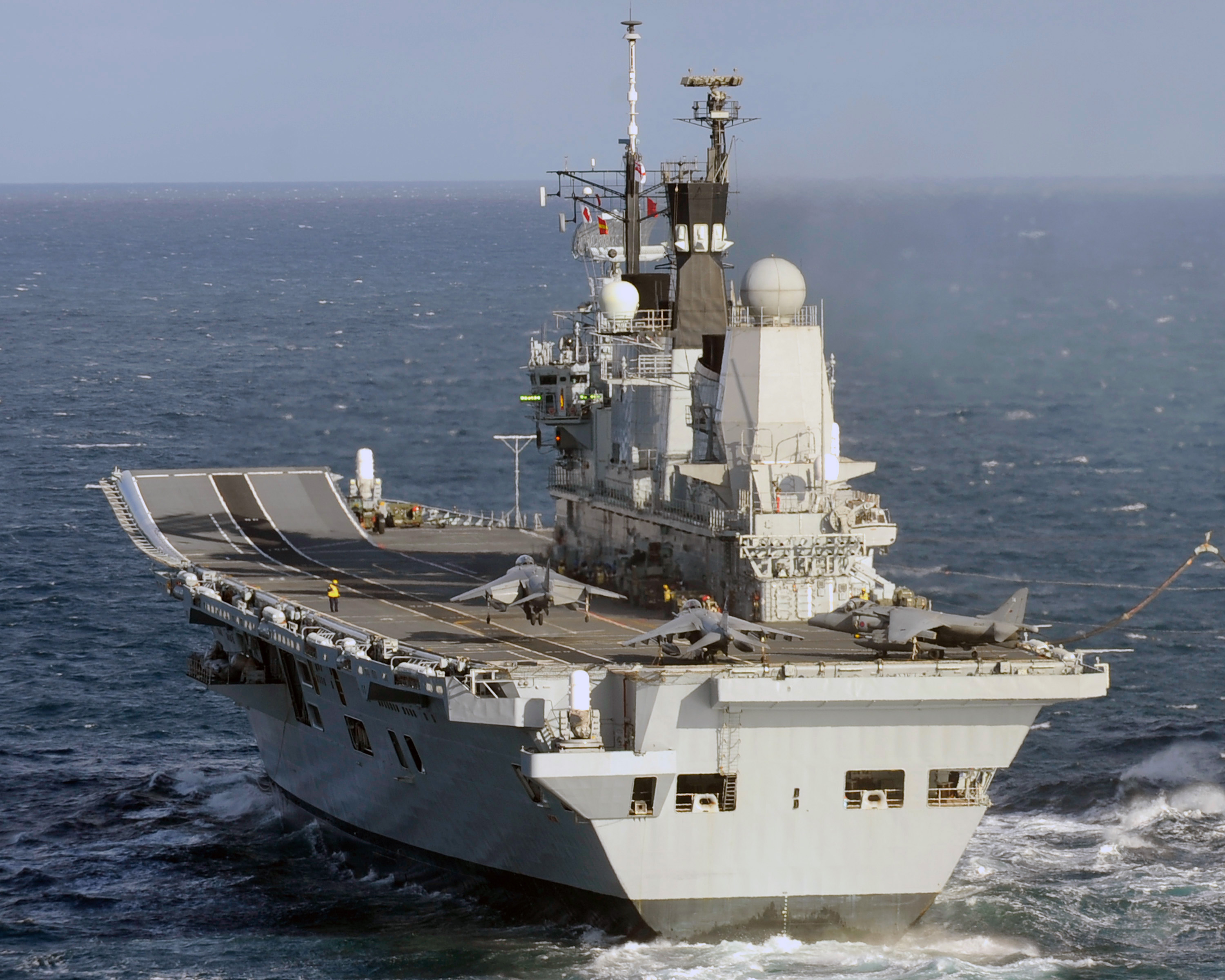
Vista trasera del Ark Royal en marzo de 2010.

Sirvió como plataforma para la invasión de Irak de 2003. Fue retirado del servicio en diciembre de 2010.
Tras ser dado de baja en marzo de 2011, fue desguazado en Aliağa, Turquía, a donde llegó remolcado el 10 de junio de 2013.

### Buques de la clase
- HMS Invincible
- HMS Illustrious

### Buques similares
- Príncipe de Asturias (R-11)
- Giuseppe Garibaldi (C 551)
- HTMS Chakri Naruebet

### Listas relacionadas
Portaaviones por país